# طغج بن جوف
طغج بن جوف بن يلتكين بن فوران بن فوري بن خاقان (توفي 906) كان ضابطًا عسكريًا تركيًا خدم الخلافة العباسية والطولونيين المستقلين. وهو والد محمد الإخشيد مؤسس الدولة الإخشيدية.

## الحياة المهنية
طغج هو ابن الجوف، أول فرد في الأسرة يدخل خدمة الخلافة العباسية في عهد الخليفة المعتصم (حكم 833-842). تنحدر العائلة من وادي فرغانة وجندها المعتصم مع العديد من سكان فرغانة الآخرين في جيشه (فوج فرغانة). ادعت عائلته النسب الملكي. واسم جده" خاقان" هو لقب ملكي تركي. لذلك لم يكن الجوف وأحفاده أعضاء في طبقة العبيد العسكريين (المماليك أو الغلام)، بل كانوا رجالًا أحرارًا، وربما حتى نبلاء المولد. كان لطغج أيضًا أخوين، بدر ووزر، اللذين دخلا أيضًا الخدمة العسكرية، لكن لا يُذكر عنهما إلا في بعض الأحيان ولا يُعرف عنهما سوى القليل.
مثل والده، خدم طغج العباسيين، لكنه دخل لاحقا في خدمة الطولونيين، الذين أصبحوا منذ عام 868 حكاما مستقلين على مصر وسوريا. وفقا ل ابن خليكان، دخل طغج لأول مرة في خدمة لولو، أغول مؤسس السلالة الطولونية أحمد بن طولون، ولكن بعد ذلك ذهب للعمل تحت حاكم الموصل، إسحاق بن قندج، حتى بعد وفاة ابن طولون عام 884. يبدو أن موت ابن طولون يمثل فرصة لأعدائه للقبض على بعض الطولونيين في سوريا من ابنه ووريثه عديمي الخبرة, خمارويه. ابن قندج ورجل قوي آخر, ابن أبو الصاج، وكذلك الوصي العباسي, الموفق، هاجم الطولونيين، ولكن في حالة خمارويه ثبت منتصرا، واضطر ابن قندج إلى الاعتراف بسلطته في 886/7. خلال المفاوضات بين ابن قندج وخمراويه، وفقا لابن خليكان، لاحظ الأخير توج وضرب بمظهره، وأخذه إلى خدمته.
بالنسبة الى الطبري، في أغسطس 892 قاد طغج غارة صيفية ( صايفة ) ضد الإمبراطورية البيزنطية نيابة عن الطولونيين. أغار على ضواحي طرايون ومكان يسمى مالورية (ربما مالاكوبيا أو بلبورا). أصبح فيما بعد والياً على طبريا (عاصمة منطقة الأردن)، وحلب (عاصمة منطقة قنسرين ) ودمشق، وتميز بشكل خاص بصد هجوم القرامطة تحت قيادة صاحب النقعة على دمشق سنة 903.
لكن بعد وفاة خمارويه عام 896، بدأت الدولة الطولونية تنهار من الداخل سريعًا، وفشلت في تقديم أي مقاومة جدية عندما تحرك العباسيون لإعادة السيطرة المباشرة على سوريا ومصر عام 904. انشق طغج إلى الغزاة العباسيين تحت قيادة محمد بن سليمان الكاتب، وعُين والياً على حلب في المقابل؛ لكن ابن سليمان نفسه وقع ضحية لمؤامرات المحكمة بعد فترة وجيزة، وتم سجن طغج مع ولديه محمد وعبيد الله في بغداد. توفي طغج في السجن عام 906، لكن تم إطلاق سراح أبنائه بعد فترة وجيزة. وبعد مسيرة مهنية مضطربة، واصل محمد ترسيخ نفسه بصفته سيد مصر عام 935، وحكم البلاد وأجزاء من سوريا حتى وفاته في يوليو 946. استمرت السلالة الإخشيدية التي أسسها حتى اجتياح الفاطميون مصر عام 969.